# Danielle Viglione
Danielle Marie Viglione (Sacramento, 7 marzo 1975) è un'ex cestista e allenatrice di pallacanestro statunitense naturalizzata italiana.
È stata professionista nella WNBA.

## Carriera
Comincia a giocare nella squadra di pallacanestro dell'Università del Texas, ricoprendo il ruolo di guardia dal 1993 al 1997.
Nel 1997 fa il suo esordio in WNBA con le Sacramento Monarchs, totalizzando a fine stagione 7 presenze, con 7 punti e 4 rimbalzi.
Nel 2003-04 passa alla Pallacanestro Ribera.
Dopo un anno al Basket Spezia Club, nella stagione 2005-2006 ritorna a Ribera con la quale si aggiudica la Coppa Italia di Basket Femminile, nella Final Six 2006 di Schio, battendo in finale Faenza 75-72.

## Palmarès
- Coppa Italia: 1
Banco di Sicilia Ribera: 2006